# رباط شبه منحرف
الرباط شبه المنحرف (بالإنجليزية: Trapezoid ligament)‏ ، الحزمة الأمامية و الوحشية له واسعة و رقيقة و رباعية الأضلاع ، تقع بميل بين الناتئ الغرابي و الترقوة.
تتصل من أسفل بالسطح العلوي للناتئ الغرابي ، ومن أعلى بالحرف المائل المتصل بالحديبة المخروطية على السطح السفلى من الترقوة.
حافته الأمامية غير متصلة بشئ ولكن حافته الخلفية متصلة بالرباط شبه المخروطي ، حيث يكوّن الرباطان معاُ باتحادهما زاوية بارزة للخلف.

## وصلات خارجية
- شكل تشريحي: 10:02-05 على موقع مركز سوني دونستات الطبي (تشريح بشري عبر الإنترنت).